# Agitator (roman)
Agitator je roman Janka Kersnika. 
Agitator pa je nadaljevanje romana Ciklamen. Velja za politični roman, katerega snov je Kersnik zajel iz neposredne sodobnosti in opisuje v njem predvolilni boj med slovenskimi liberalci in katoliškimi konservativci, ki sodelujejo z nemškutarji in nemškimi uradniki. Dejanje je zopet postavil v trg Borje, tudi osebe ostanejo iste kot v Ciklamnu. Dejstva je Kersnik povzel po resničnem dogajanju, saj je sam spoznal odnose med strankami in zakulisne politične spletke, ko je leta 1883 kandidiral v deželni zbor. Kersnik je bil pri teh volitvah izvoljen za poslanca, medtem ko junak romana, liberalni in narodno zavedni dr. Hrast, propade, ker ima močnega nasprotnika v nemškutarju Medenu, ki ga podpira tudi duhovnik Anton. Graščak Bole, ki niha med obema kandidatoma, se zaradi osebne užaljenosti tudi odloči za Medena. Preprosta ljubezenska zgodba, ki je povezana s političnim dogajanjem, pa se srečno zaključi: zavedni Slovenec Koren, koncipient pri dr. Hrastu, dobi roko Boletove hčerke Milice.